# 月鲁帖木儿 (朵鲁班氏)
月鲁帖木儿（？—1352年），元朝大臣。蒙古族朵鲁班氏，其父肃政廉访使普兰奚。

## 生平
年幼时聪明好读书，十二岁入国学。元仁宗时入为宿卫，后为监察御史。奉命巡按元上都，弹劾右丞相铁木迭儿受贿枉法事，获元仁宗嘉奖。历任兵部郎中、殿中侍御史、迁给事中、左侍仪、同修起居注。劝谏仁宗正大位，不要称太上皇。仁宗驾崩，元英宗即位，铁木迭儿再据相位，以旧怨，出为山东盐运司副使，后来擢升为山南江北道肃政廉访副使。泰定初年，迁汴梁路总管。致和元年（1328年），得罪权贵伯颜、别不花，被贬到乾宁安抚司安置。至正四年（1344年），任大宗正府也可札鲁花赤。至正九年（1349年），由太医院使转任翰林学士承旨、知经筵事。至正十一年（1351年）冬，红巾军攻占安康城，朝廷檄荣禄大夫陕西等处行中书省月鲁帖木儿讨伐。至正十二年（1352年），元顺帝任命他为江浙等处行中书省平章政事，率军在建德（今属浙江）镇压红巾军，杀害其领袖何福，夺回淳安（今属浙江）等县。七月，病故于徽州军中。